# Джурджич, Никола
Нико́ла Джу́рджич (серб. Никола Ђурђић / Nikola Đurđić; 1 апреля 1986, Пирот, СФРЮ) — сербский футболист, нападающий клуба «Хаммарбю».

## Клубная карьера
Никола Джурджич — воспитанник клуба «Раднички» из своего родного города Пирот, в котором выступал за все юношеские команды. В 2006 году он перешёл в «Вождовац», где провел ещё 3 сезона.
В январе 2009 года Джурджич перебрался в норвежский клуб «Хёугесунн», где в первом же сезоне стал лучшим бомбардиром команды с 10 мячами и помог ей пробиться в «Типпелигу». Следующие 3 сезона он продолжал исправно поражать чужие ворота, забивая по 12 мячей в каждом из них. В 2011 году Никола был признан лучшим игроком чемпионата Норвегии по версии футболистов.
20 августа 2012 года было объявлено об аренде Джурджича в «Хельсингборг» с правом последующего выкупа. На следующий день, 21 августа, Никола дебютировал за новый клуб в игре квалификационного раунда Лиги чемпионов с «Селтиком». 25 августа он забил свой первый гол за «Хельсингборг», поразив ворота «Юргордена», однако не сумел спасти клуб от поражения со счетом 3:1. 4 октября Джурджич сделал первый в своей карьере дубль в матче группового этапа Лиги Европы против «Твенте».
В ноябре Джурджичем заинтересовались «АЗ», «Милан» и «Удинезе». Однако 17 декабря он перешёл в «Гройтер Фюрт», заключив с клубом Бундеслиги контракт сроком на 3,5 года. 2 февраля 2013 Никола забил свой первый гол в футболке «Гройтера», поразив ворота «Шальке 04» и принеся победу клубу со счетом 2:1.
3 июля 2014 года Джурджич перешёл в «Аугсбург», подписав контракт до 2017 года.

## Международная карьера
В январе 2013 года Джурджич был впервые вызван в сборную Сербии главным тренером Синишей Михайловичем на товарищеский матч с Кипром. 6 февраля Джурджич дебютировал в футболке национальной команды, проведя на поле 45 минут, а сербы одержали победу со счетом 1:3.